# Nuoto ai XVII Giochi del Mediterraneo - Staffetta 4x100 metri stile libero maschile
Le gare di nuoto nella categoria Staffetta 4x100 metri stile libero maschile si sono tenute il 22 giugno 2013 al Yeni Olimpik Yüzme Havuzu di Mersin.

## Calendario
Fuso orario EET (UTC+3).
| Data      | Ora   | Turno    |
| --------- | ----- | -------- |
| 22 giugno | 10:05 | Batteria |
| 22 giugno | 18:56 | Finale   |

## Risultati
A causa del numero di nazioni partecipanti (cinque) la batteria delle qualifiche è unica, e serve solamente a stabilire le corsie di partenza per la finale, a cui tutte si qualificano.

### Batterie
| Pos. | Nazione | Atleti                                                                                            | Tempo   | Corsia | Note |
| ---- | ------- | ------------------------------------------------------------------------------------------------- | ------- | ------ | ---- |
| 1    | Italia  | Stefano Mauro Pizzamiglio Gianluca Maglia Luca Leonardi Alex Di Giorgio                           | 3'23"31 | 4      | Q    |
| 2    | Turchia | Iskender Baslakov Furkan Deniz Maraşlı Ozan Kemer Kaan Türker Ayar                                | 3'24"02 | 3      | Q    |
| 3    | Spagna  | Óscar Pereiro Carril Gerard Rodríguez López Juan Francisco Segura Gutiérrez Markel Alberdi Sarobe | 3'25"40 | 6      | Q    |
| 4    | Grecia  | Fotios Koliopoulos Kristian Gkolomeev Odyssefs Meladinis Christos Katrantzis                      | 3'27"64 | 5      | Q    |
| 5    | Egitto  | Mohamed Gadallh Ahmed Mahmoud Adham Abdelmegid Marwan Elkamash                                    | 3'43"74 | 2      | Q    |

### Finale
| Pos. | Nazione | Atleti                                                                                              | Tempo   | Corsia |
| ---- | ------- | --------------------------------------------------------------------------------------------------- | ------- | ------ |
|      | Italia  | Gianluca Maglia Marco Orsi Luca Leonardi Luca Dotto                                                 | 3'15"99 | 4      |
|      | Turchia | Doga Celik Iskender Baslakov Furkan Deniz Maraşlı Kemal Arda Gürdal                                 | 3'18"79 | 5      |
|      | Grecia  | Kristian Gkolomeev Fotios Koliopoulos Odyssefs Meladinis Christos Katrantzis                        | 3'19"09 | 6      |
| 4    | Spagna  | Markel Alberdi Sarobe Óscar Pereiro Carril Juan Francisco Segura Gutiérrez Aitor Martínez Rodríguez | 3'20"82 | 3      |
| 5    | Egitto  | Adham Abdelmegid Ahmed Mahmoud Marwan Elkamash Shehab Younis                                        | DSQ     | 2      |